# Крайкув (Нижньосілезьке воєводство)
Крайкув (пол. Krajków) — село в Польщі, у гміні Журавіна Вроцлавського повіту Нижньосілезького воєводства.
Населення — 281 особа (2011).
У 1975-1998 роках село належало до Вроцлавського воєводства.

## Демографія
Демографічна структура станом на 31 березня 2011 року:
|          | Загалом | Допрацездатний вік | Працездатний вік | Постпрацездатний вік |
| -------- | ------- | ------------------ | ---------------- | -------------------- |
| Чоловіки | 140     | 25                 | 105              | 10                   |
| Жінки    | 141     | 26                 | 79               | 36                   |
| Разом    | 281     | 51                 | 184              | 46                   |